# Hethumovci
Hethumovci byla středověká arménská dynastie, která v letech 1226–1341 vládla Arménskému království v Kilíkii. Hethumovcům předcházela dynastie Rubenidů. Zakladatelem hethumovské dynastie se stal Hethum poté, co byl dosazen Mongoly na kilíkijský trůn a za choť pojal Isabelu z dynastie Rubenovců. Za vlády nové dynastie docházelo k navazování spojenectví s křižáckými státy v Outremeru a k procesu kulturnímu přiblížení Kilíkie k Západní Evropě. Po smrti krále Lva IV. byla Kilíkijská Arménie postoupena Guyovi z Lusignanu, šlechtici z francouzského rodu Lusignanů.